# Anna Ballbona
Anna Ballbona i Puig (Montmeló, Barcelona; 1980) es una escritora, periodista y crítica literaria española. Colabora habitualmente en medios como El Punt Avui, El 9 Nou, El 9 Esportiu y Núvol, entre otros. Estudió periodismo, teoría Literaria y literatura comparada. En 2008 recibió el Premio Amadeu Oller con su primer poemario, La mare que et renyava era un robot. El 2016 fue una de les primeras ocupantes de la residencia Faber.

## Obras publicadas
- 2008 — La mare que et renyava era un robot (Galerada, 2008)[7]
- 2008 — Quàntiques! : 10 poetes joves en diferencial femení (Universidad Autónoma de Barcelona, 2008) [obra colectiva][8]
- 2012 — Conill de gàbia (Labreu edicions)[4][9]
- 2016 — Joyce i les gallines, finalista del Premi Llibres Anagrama de Novel·la 2016[10]
- 2020 — No soc aquí, guanyadora del Premi LLibres Anagrama de Novel·la 2020.[11]

## Premios
- 2008 - Premio Amadeu Oller
- 2009 - Premio Salvador Reynaldos de Periodismo
- 2020 - Premio Llibres Anagrama de novela.[12]